# Japygoidea
Super-famille
Les Japygoidea sont une super-famille de diploures de l'ordre des Dicellurata. Les diploures (Diplura), sont de petits invertébrés terrestres, arthropodes pancrustacés, hexapodes, longtemps considérés comme des insectes.

## Systématique
La super-famille des Japygoidea a été décrite en 1873 par le naturaliste britannique Sir John Lubbock (1834-1913).

## Description

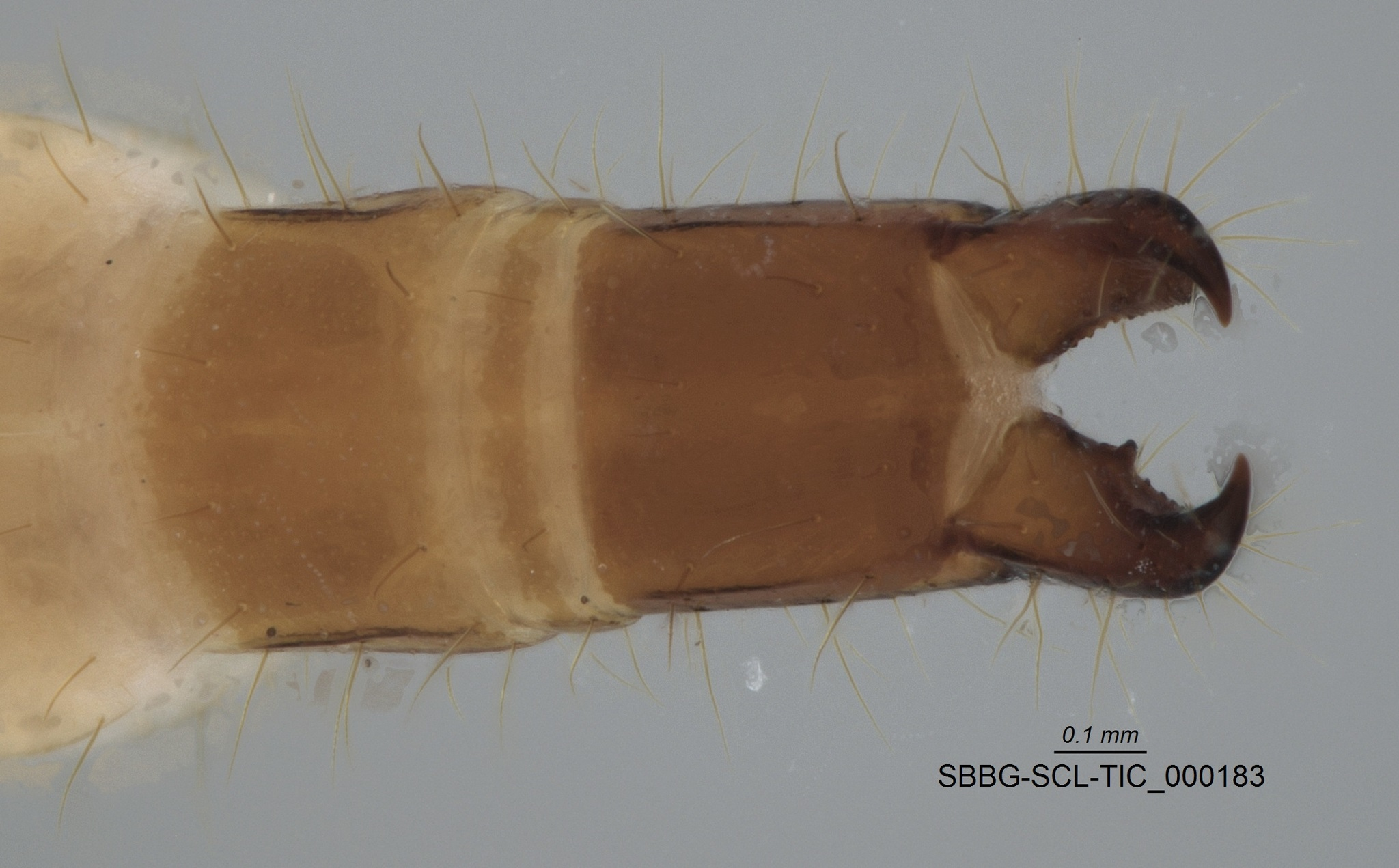
Cerques caractéristiques des Japygoidea.

Les Japygoidea sont caractérisés par deux cerques non-articulés en forme de pince. Les trois derniers segments abdominaux, contenant les cerques, sont plus sclérotinisés et plus sombres que chez les autres diploures.
Ils peuvent faire jusqu'à 6 cm de long.

## Liste des familles
Elle se divise en cinq familles :
- Anajapygidae Bagnall, 1918
- Dinjapygidae Womersley, 1939
- Iapygidae Haliday, 1864
- Octostigmatidae Rusek, 1982
- Parajapygidae Womersley, 1939
- Projapygidae Cook, 1896

## Publication originale
(en) John Lubbock, Monograph of the Collembola and Thysanura, The Ray Society, London, 1873, 276 p. (lire en ligne).